# Хилленкоттер, Роскоу
Роскоу Генри Хилленкоттер (англ. Roscoe Henry Hillenkoetter; 8 мая 1897 — 18 июня 1982) — американский военный и государственный деятель, третий директор Центральной разведки и одновременно первый руководитель Центрального разведывательного управления, созданного в соответствии с «Законом о национальной безопасности 1947 года». На этих должностях он пробыл с 1 мая 1947 года по 7 октября 1950 года.

## Биография
Роскоу Хилленкоттер родился 8 мая 1897 года в Сент-Луисе, штат Миссури.
До прихода в Центральное разведывательное управление служил командиром на линкоре «Миссури» (ББ-63).
Ходил несколько туров как помощник военно-морского атташе во Францию в 1933—1935, 1938—1940, 1940—1941, 1946—1947 годах. С марта 1942 года по сентябрь 1943 года исполнял обязанности руководителя разведки, в штате главнокомандующего Тихоокеанским флотом (адмирал Честер У. Нимиц). А 29 ноября 1946 года получил звание контр-адмирала.
30 апреля 1947 года был выдвинут президентом Гарри Трумэном на должность директора Центральной разведки. На следующий день, 1 мая, был приведен к присяге и приступил к выполнению своих обязанностей. После принятия «Закона о национальной безопасности 1947 года» и создания Центрального разведывательного управления (ЦРУ), повторно приведен к присяге 26 сентября 1947 года, затем повторно назначен на пост директора Центральной разведки 24 ноября 1947 года, но уже с новыми обязанностями, включавшими руководство ЦРУ. 8 декабря 1947 года утвержден Сенатом.
Возглавлял ЦРУ, когда Северная Корея вторглась в Южную Корею (25 июня 1950 года) и началась Корейская война. Его обвинили в том, что он не смог даже приблизительно предсказать такое развитие событий, хотя враждебность намерений Северной Кореи были налицо. Вследствие этого ему пришлось оставить свой пост.
После увольнения снова вернулся на флот. С августа 1950 года по октябрь 1951 года командовал Первой дивизией крейсеров Тихоокеанского флота. Вице-адмирал с 9 апреля 1956 года. Главный инспектор Флота с 1 августа 1956 года.
1 августа 1957 года уволен с флота в запас. На пенсии занимался частным предпринимательством.